# 보텐플라테 작전
보텐플라테 작전(Operation Bodenplatte)은 1945년 1월 1일에 시작된 작전으로, 벌지 전투 중 공격을 위해 이동 중인 연합군의 공군을 약화시키려는 의도에 의해 펼쳐졌다. 이 작전에 의해 루프트바페(국방군 공군)는 사실상 완전 괴멸되었다. 이 작전은 성공 가능성이 적었지만, 제공권을 얻기 위한 독일의 마지막 도발이었다.